# Ronald Kermode
Sir Ronald Graham Quayle Kermode, né à Nadi en 1919 et mort à Auckland le 18 juin 2004,, est un homme politique puis juge fidjien.

## Biographie
Né dans ce qui est alors la colonie britannique des îles Fidji, il est scolarisé à la grammar school de Suva puis poursuit sa scolarité à Auckland, en Nouvelle-Zélande. C'est dans ce pays qu'il étudie le droit à l'université d'Auckland. À partir de 1945, il pratique le métier de barrister (avocat) aux Fidji.
En 1957, à l'occasion d'une élection partielle, il est élu député de la circonscription nord-et-ouest de la colonie au Conseil législatif (en). Les élections se font sur des critères ethniques, et il est l'un des élus de la communauté d'ascendance européenne, siégeant aux côtés de membres élus de la communauté indo-fidjienne et de membres autochtones nommés par le gouverneur sur recommandation du Grand Conseil des Chefs. Réélu en 1963, il est nommé en juillet 1964 représentant des députés de la communauté euro-fidjienne au Conseil exécutif, aux côtés de Ratu Penaia Ganilau (représentant les députés autochtones, désormais élus) et James Madhavan (représentant les députés indo-fidjiens),.
En 1965 le parti de l'Alliance se forme, sous la direction de chefs autochtones mais avec l'appui de la majeure partie de la communauté euro-fidjienne. Ronald Kermode en devient membre. Il est réélu député aux élections législatives de 1966, pour la circonscription euro-fidjienne de Viti Levu-ouest, et est élu par les députés à la fonction de président (speaker) du Conseil législatif, succédant à Sir Maurice Scott. James Madhavan, du Parti de la fédération nationale, devient vice-président de l'assemblée. Le parti de l'Alliance ayant remporté les élections, Ratu Sir Kamisese Mara devient chef du gouvernement, tandis qu'A.D. Patel, du Parti de la fédération nationale, devient chef de l'opposition parlementaire. En 1970, les Fidji accèdent à l'indépendance. Le Conseil législatif devient la Chambre des représentants, et Ronald Kermode en devient le premier président,.
Il ne se représente pas aux élections de 1972, et devient juge à la Cour suprême des Fidji. En 1977, le Premier ministre Kamisese Mara demande au gouverneur général Ratu George Cakobau de nommer Ronald Kermode président de la Cour suprême, mais Cakobau choisit Timoci Tuivaga pour ce poste. Ronald Kermode prend sa retraite de la Cour en 1986, et est fait cette année-là chevalier par la reine des Fidji, Élisabeth II,,. 
En 1992, lorsque le chef de l'Opposition Jai Ram Reddy dénonce un cas de corruption liant un conseiller au gouvernement nationaliste autochtone du Premier ministre Sitiveni Rabuka, le gouvernement est contraint par la pression publique de nommer Sir Ronald à la tête d'une commission d'investigation. Ce dernier publie en 1993 un rapport indiquant que le Premier ministre a agi de manière illégale en aidant son conseiller Anthony Stephens à obtenir frauduleusement de l'argent public, et en trompant le Parlement à ce sujet. Le rapport n'est toutefois pas suivi d'effets. Sir Ronald Kermode passe sa retraite à Auckland, et y meurt à son domicile en 2004, à l'âge de 84 ans,.